# Фіннія Вунрам
Фіннія Вунрам (нім. Finnia Wunram, 18 грудня 1995) — німецька плавчиня.
Призерка Чемпіонату світу з водних видів спорту 2019 року.